# Gorka Iraizoz
Gorka Iraizoz Moreno, född 6 mars 1981 i Antsoain, Spanien är en spansk (baskisk) före detta fotbollsmålvakt som spelar för den spanska fotbollsklubben Girona FC. Han har även spelat i Athletic Bilbao i tio år.